# Того Хейхачиро
Того Хейхачиро (на японски: 東郷 平八郎) е японски адмирал на флота (генсуй) от Императорския военноморски флот на Япония, един от най-големите японски военноморски герои. Като главнокомандващ на Обединения флот по време на Руско-японската война, той успешно приковава Руския балтийски флот при Порт Артур, преди да спечели решителна победа при Цушима.

## Ранен живот
Роден е като Того Накагоро на 27 януари 1848 г. в Кагошима, феодална област Сацума. Той е третия от общо четири сина на благородника Того Кичидзаемон, който е самурай, служещ на клана Шимадзу като контрольор на приходите, началник на гардероба и областен управител, и Хори Масуко, благородничка от същия клан.
Още от ранна възраст Того е обучаван за самурай. Сменя името си на Хейхачиро, което означава „мирен син“, чрез религиозна церемония, когато е на 13-годишна възраст.
Първият военен опит на Того е от Сацумско-британската война през август 1863 г., в която Кагошима е тежко бомбардиран от британски кораби като отмъщение за смъртта на търговеца Чарлс Ленокс Ричардсън предната година (т.нар. Инцидент в Намамуги), след като японците отказват да им заплатят обезщетение. Того, който е на 15 години по това време, става част от оръдеен отряд, защитаващ пристанището.
На следващата година в Сацума е създаден военноморски флот, в който Того се записва на 17-годишна възраст, както и двама от братята му. През януари 1868 г., в хода на войната Бошин, Того е назначен на борда на военния параход „Касуга“, който участва в сражения близо до Осака срещу военноморските сили на Токугава. Докато конфликтът се разпространява към северните части на Япония, Того участва като офицер трети клас на борда на „Касуга“ в последните битки при залива Мияко и при Хакодате през 1869 г.
С приключването на гражданската война през есента на 1869 г., клана Сацума дава инструкции на Того да замине за Йокохама, където да учи английски. Там той се справя бързо и ефективно в учението си и през 1870 г. си осигурява място в новообразуваното училище на Императорския военноморски флот в Цукиджи, Токио. На 11 декември 1870 г. е официално назначен за кадет на японския броненосец „Рюджо“.

## Образование във Великобритания
През февруари 1871 г. Того и още 11 японски офицери са избрани да отпътуват за Великобритания, където до продължат военноморското си обучение. Того живее и учи във Великобритания в продължение на седем години. Пристигайки през април 1871 г. след 80-дневно пътешествие до Саутхемптън, той първо отива в Лондон. По това време това е най-големият град в света и младият Того е шокиран от архитектурата на големия град.
Японската група е разделена и разпратена по английски пансиони за индивидуално обучение по английски език, обичаи и маниери. Първоначално, Того прекарва няколко седмици в такъв пансион в Плимът, където изучава британските военноморски сили. Впоследствие учи история, математика, инженерство в Портсмът под ръководството на местен свещеник. Така, Того е приет като кадет на борда на обучителната фрегата „Уорчестър“. Артилерийското му обучение се провежда на борда на линейния ветроход „Виктори“.
През 1875 г. Того пътува около света като моряк на британския обучителен кораб „Хемпшър“, отплавайки през февруари и плавайки 70 дни в открито море до Мелбърн. През есента и зимата на 1875/1876 г., Того прекарва пет месеца в Кеймбридж, изучавайки математика и английски език.
Того не е в Япония, когато избухва Сацумското въстание през 1877 г. И трите му братя участва в него, но и тримата загиват.

## Завръщане в Япония
Того е повишен в чин лейтенант и се завръща в Япония на 22 май 1878 г. на борда на построения във Великобритания броненосец „Хиеи“. Същата година е повишен на първи лейтенант и назначен на военния параход „Джингей“, а след това и на корветата „Амаги“.
През 1883 г. му е поверено командването на първия му кораб, сработвайки се с британския, американския и германския флотове.

## Френско-китайска война
По време на Френско-китайската война (1884 – 1885), Того е капитан на „Амаги“ и държи под око действия на френския флот под командването на адмирал Амеде Курбе. Той наблюдава и наземните военни действия на френски сили срещу китайците на остров Формоса.
През 1886 г. Того е произведен в капитан, но претърпява пристъп на тежък ревматизъм към края на 1880-те години, който го приковава на легло в продължение на почти три години. Той използва това време на принудителен отпуск, за да изучава аспектите на международното морско право.

## Първа китайско-японска война
През 1891 г. здравословното състояние на Того се подобрява и му е поверено командването на крайцера „Нанива“. През 1894 г., със започване на Първата китайско-японска война (1894 – 1895), той потапя британския транспортен кораб „Каушинг“, който се използва от китайците за транспорт на войници. В последвалото разследване на инцидента става ясно, че британският капитан, който е бил единият от учителите на Того на борда на „Уорчестър“, е пренасял над 1000 китайски войници към Корея, които са отказали да се предадат при появата на японските военни кораби.
Британските собственици на кораба осъждат действията на Того и изискват да бъдат компенсирани подобаващо. Британският публичен отговор на нападението заплашва да разпали дипломатически скандал, но междувременно британските юристи отсъждат, че Того е действал в съответствие с международното право.
Того участва в битката при река Ялу на 17 септември 1894 г., като „Нанива“ е последният кораб в линейната тактика под върховното командване на адмирал Цубой Кодзо. „Нанива“ помага с потапянето на китайските крайцери „Цзинюан“ и „Чжиюан“. В края на войната, през 1895 г. Того е повишен на контраадмирал.
След войната, през май 1896 г. Того е назначен за началник на Военноморския военен колеж в Токио. Той въвежда реформи в курса на обучение, като междувременно е повишен на вицеадмирал. През 1899 г. е назначен за началник на Военноморския колеж в Сасебо.

## Боксерско въстание
С избухването на Боксерското въстание в Китай през 1899 г., Того е назначен за адмирал на флота и включен в активна морска служба на 20 май 1900 г. По време на въстанието, той е отговорен за патрулирането на китайското крайбрежие. След потушаването на въстанието през 1902 г., Того е освободен от длъжност и награден за службата си. Впоследствие е изпратен да надзирава строителството на военноморска база Майдзуру, а след това е назначен за неин първи командир.

## Руско-японска война
През 1903 г. военноморският министър Ямамото Гонбей назначава Того за главнокомандващ на Обединения флот. Това удивлява много хора, включително и императора Мейджи, който поставя под въпрос назначението на Того. Ямамото отвръща, че „Того е човек на добрия късмет“.
В хода на Руско-японската война (1904 – 1905), Того влиза в схватка с руските военноморски сили при Порт Артур и получава широко международно признание, когато японските военноморски сили унищожават Руския балтийски флот в битката при Цушима през май 1905 г.
Битката се счита за дръзка военноморска победа, включваща малка, но бързо милитаризираща се азиатска държава срещу голям европейски противник. По това време Русия е третата най-голяма военноморска сила в света. Японският флот при Цушима губи само три торпедни лодки, а от 36-те руски кораба, които влиза в боя, 22 са потопени (включително 7 линейни кораба), 6 са пленени, 6 са интерниран в неутрални пристанища и само 3 успява да избягват до Владивосток. Руското морско господство в Източна Азия приключва при Цушима, благодарение на безупречното командване на Того.

## По-късен живот
Того води дневници на английски, в които пише „Аз съм твърдо убеден, че съм превъплъщението на Хорацио Нелсън“. През 1906 г. е удостоен с британския Орден за заслуги от крал Едуард VII.
Става началник-щаб на Генералния щаб на военноморския флот и получава титлата хакушаку (граф). Служи и като член на Върховния военен съвет. През 1911 г. се завръща в Англия, където присъства на коронацията на крал Джордж V.
През 1913 г. получава почетната титла генсуй (маршал-адмирал), която е приблизително еквивалентна на адмирал на флота или гросадмирал в другите военноморски сили. В периода 1914 – 1924 г. Того има задачата да обучава кронпринц и бъдещ император Хирохито.
Того открито изразява своята неприязън и липса на интерес към политиката. Въпреки това, той има силни възражения срещу Лондонския морски договор от 1930 г.
Адмирал Того умира сутринта на 30 май 1934 г. от рак на гърлото. Получава държавно погребение. Военноморските сили на Великобритания, САЩ, Нидерландия, Франция, Италия и Китай изпращат представители и кораби на военноморския парад в негова чест, провел се в Токийския залив. В негова чест са издигнати множество статуи из Япония.
Синът му и внукът му също служат в Императорския военноморски флот. Внукът му загива в сражение на борда на тежкия крайцер „Мая“ по време на битката в залива Лейте, част от Втората световна война в Тихия океан.